# Quadrante (moneta)
Il quadrante (in latino quadrans, letteralmente "un quarto") era una moneta Romana di bronzo di basso valore che valeva 1/4 di un asse. 

## Storia
Il quadrante era presente già nella fase iniziale dell'emissione delle monete di bronzo fuse durante la Repubblica romana ed era caratterizzata da tre globuli (rappresentanti tre once) come indicazione di valore. 
Durante la monetazione fusa erano presenti diversi tipi: mani, cinghiali, chicchi di grano. In seguito apparve la testa di Ercole, mentre al rovescio, come nelle altre monete di bronzo, presentava la prora di una galea.
Quest'ultimo tipo passerà alle monete battute che avranno quasi sempre, durante la repubblica, la stessa immagine.  Dopo circa il 90 a.C., quando la monetazione di bronzo fu ridotta allo standard semunciale, il quadrante divenne la moneta di valore più basso che veniva emessa e tale rimase anche durante il Principato. 
La coniazione del quadrante, come tutte le altre monete in bronzo, era competenza del Senato. Per questo motivo in genere portavano al rovescio la scritta SC, cioè Senatus Consulto, per deliberazione del Senato.
Venne emesso sporadicamente fino al tempo di Antonino Pio (138-161). A differenza delle altre monete di maggior valore, raramente il quadrante presentava l'immagine dell'imperatore. 
Le dimensioni ridotte non permettevano ritratti di grandi dimensioni e quindi venivano usate immagini di divinità. Alcuni tipi rimasero costanti dal periodo di Domiziano fino a quello di Antonino Pio (81-161 circa), e le singole monete non sono pertanto databili.

## Galleria d'immagini

### Aes grave

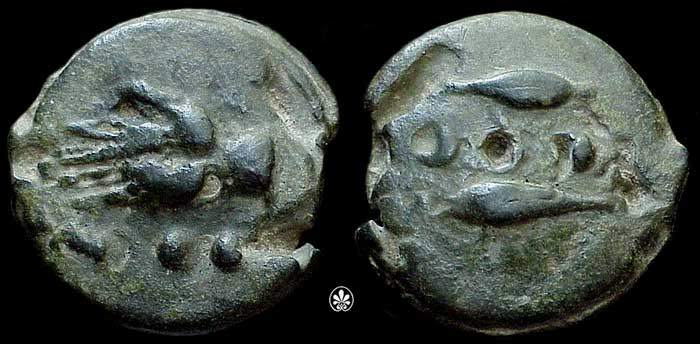
Circa 275-270 BC.
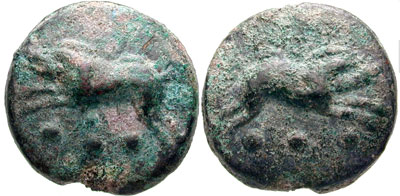
Circa 275-270 BC.
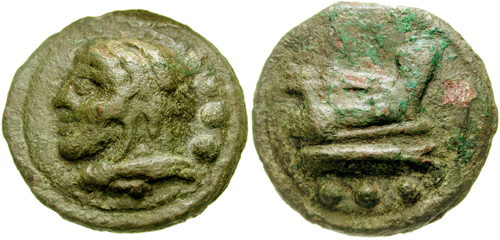
Circa 230-226 BC
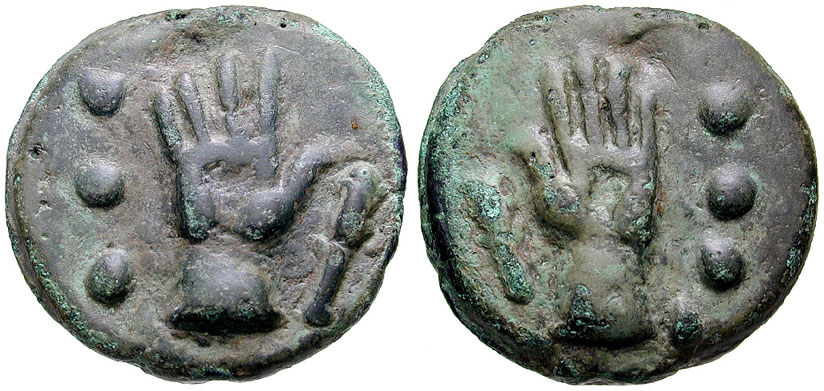
D/ e R/ Mano aperta, bastone e tre globuli

### Repubblica

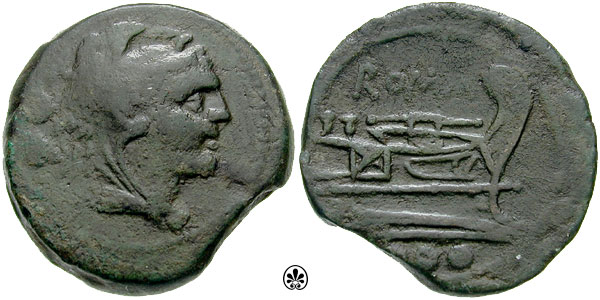
Anonimo. ca. 211 AC D/ Testa di Ercole, tre globuli dietro. R/ ROMA, Prua dx., tre globuli sotto

### Impero

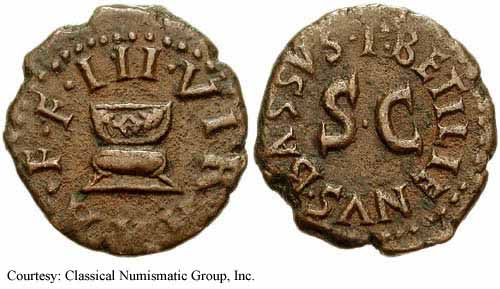
Quadrante Imperiale. 5 a. C.: D/ IIIVIR AAAFF, altare. R/ P BETILIENVS BASSVS intorno a SC.
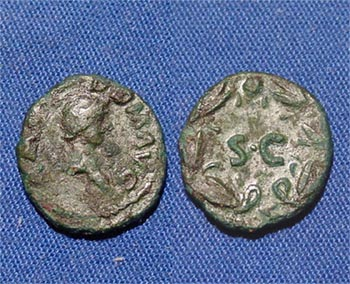
Quadrante di Domiziano
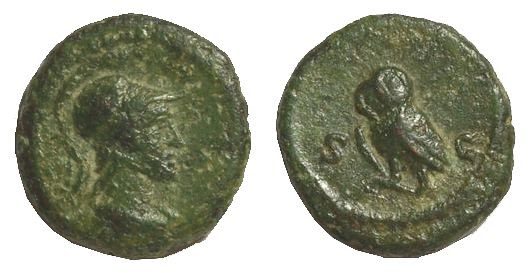
Quadrante anonimo post-Domiziano (non databile)